# 사랑이 가기 전에
"사랑이 가기 전에"는 한국에서 제작된 정창화 감독의 1959년 영화이다. 황해 등이 주연으로 출연하였고 최관두 등이 제작에 참여하였다.

## 출연

### 주연
- 황해
- 문정숙
- 김동원
- 한은진

## 기타
- 조명: 이범근
- 녹음: 이경순
- 미술: 임명선